# Vuccolo Maiorano
Vuccolo Maiorano è una borgata del comune di Capaccio Paestum, in provincia di Salerno.

## Geografia fisica

### Territorio
L'abitato si sviluppa in zona collinare a 57 m/slm circa, fra le borgate Capo di Fiume e Seude, lungo la Strada statale 166 degli Alburni . In base all'ultimo censimento (2001) ha 539 abitanti.

## Sport

### Calcio
La frazione Vuccolo Maiorano è rappresentata dalla seguente squadra di calcio dopo che il Vuccolo Maiorano si è fuso con lo Scigliati:
- ASD Scigliati - Seconda Categoria Girone I.